# 선전급 구축함
선전급 구축함(051B형 구축함, 나토코드명 Luhai Class)은 중국 인민해방군 해군의 미사일구축함이다. 나토 코드명은 '루하이'. 중국 다롄 조선소에서 1997년 10월 진수되었고 1998년 취역하였다.
중국 군함으로는 최초로 스텔스 기술을 도입 적용하였다. 1980년 기준으로 건조 비용은 20억 위안이다.

## 같이 보기
- 051C형 구축함
- 051형 구축함